# Punto panoramico

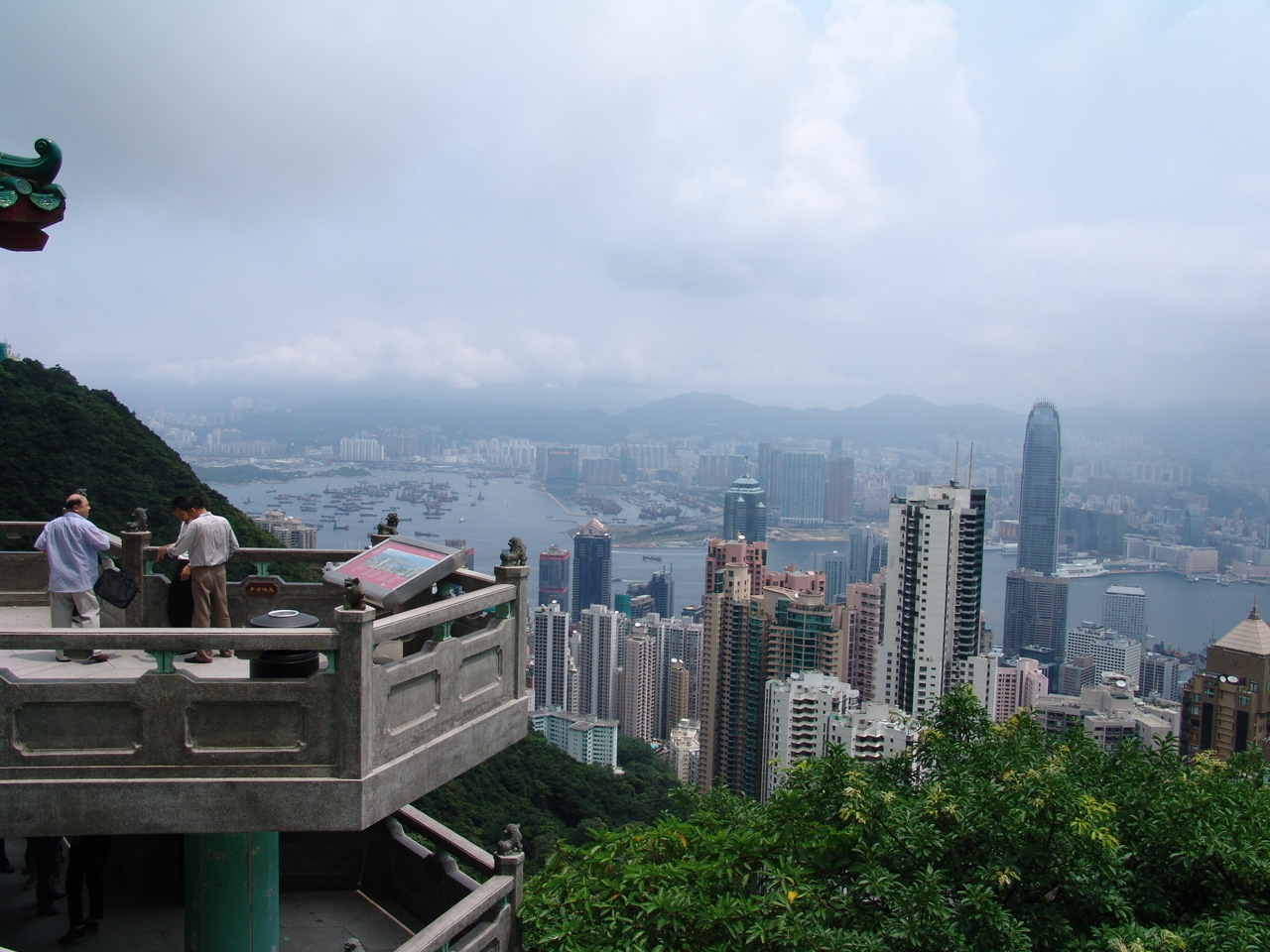
Punto panoramico a Hong Kong

Un punto panoramico, anche detto piattaforma panoramica, piattaforma di osservazione o ponte di osservazione, è una piattaforma turistica elevata che consente di avere una vista del panorama circostante. Quando è artificiale, il punto panoramico può essere incorporato in un'alta struttura architettonica, che può essere ad esempio un grattacielo o una torre di osservazione e protetto da delle barriere trasparenti che proteggono i passanti dalle intemperie. Alcuni punti di osservazione includono telescopi a gettoni. Il più alto ponte di osservazione al mondo appartiene al Burj Khalifa di Dubai, che il 13 Febbraio 2019 ha aperto al pubblico “The Lounge” il punto di osservazione più alto del mondo aperto al pubblico che è posto a 585.36 metri da terra.